# Agnès de Chaillot
Agnès de Chaillot est une parodie de la pièce de théâtre Inès De Castro de Houdar de La Motte, composée par Pierre-François Biancolelli en 1723.